# ザボン
ザボン（朱欒、香欒、謝文、学名: Citrus maxima）は、柑橘類の一種である。ブンタン（文旦）の別名でも知られ、ほかにはボンタン、ウチムラサキ、ザンボア、ジャボンとも呼ばれる。

## 概要
原生地は東南アジア・中国南部・台湾など。日本には1688年（元禄元年）から1780年（安永9年）の間に伝来したとされる。一説では広東と長崎を行き来する貿易船が難破して阿久根に漂着し、船長の謝文旦から救助のお礼に贈られたという。日本伝来の地は鹿児島県の阿久根市とされ、生産量も多いことなどから1971年に市の木に制定されている。一方、琉球の書物『質問本草』にはザボンの種子を浙江の船から得たという記述がある。
インドシナやマレー半島に広がりながら種類を増やし、西へはポメロの名で伝わり、東へは中国から台湾や沖縄、鹿児島へ柚（ゆ）やザボン、ブンタンなどの名で伝わったものと考えられている。

## 名称
品種の特徴によって呼び分ける場合もあり、果肉が白色の品種（白欒）をザボン、果肉が紅紫色の品種（朱欒）をウチムラサキ、果実が洋ナシ型の品種をブンタン（文旦）と呼び分けたとも言われる。
前述の通り、「文旦」の名に関しては先述の船長の謝文旦の名からきているという説がある。難破した貿易船主である謝文旦という人名の潮州語読み（ジアブンタン、zia bhungdang）に因むという。別の説では、中国の「文」という名の役者の家においしい実のなる木があり、当時は役者を「旦」といったことから、その木を「文旦」と呼ぶようになったという説もある。なお、福建地方の風物を記した『漳州府志』には「菓貴荔枝紅柑次之俗多種家比千戶侯綠山障野菓熟望之如火長泰柚名文旦者俗亦貴之不可多得」、明末から清初期の学者王象晋が著した『二如亭群芳譜』（1621年頃までに成立）において「俗呼為朱欒有圍及尺餘者俗呼為香欒閩中嶺外江南皆有之南人種其核云長成以接柑橘甚良又有名文蛋(=文旦)名仁崽者亦柚類也」と記述されており、中国において清代初期には「文旦」と呼ばれていたと考えられ、上記謝文旦の伝説とは矛盾がある。
「ザボン」の読みに関してはセイロン（スリランカ）でジャムボールと呼ばれた実をポルトガル人がザムボアと呼んでおり、それが日本に伝わったとする説がある。
1709年の『大和本草』には朱欒（ザンボ）とあり、筑前（福岡）ではザンボ、土州（高知）ではジャボ、京師（京都）ではジャガタラ柚（ゆ）と呼ばれているとする。また、1803年の『重修本草綱目啓蒙』では九州ではザンボ、豫州（愛媛）ではザンボウ、日州（宮崎）ではトウクネンボと呼んでいるとしている。
1712年の『和漢三才図会』では、柚（ゆ）には二種あり、実が大きい種類は「朱欒（しゅらん）」とも呼ぶとしている。また、「ジャガタラ柚」はジャカルタから伝わったザボンの近縁種で「獅子柚子」ともいわれている。現代の中国語では一般に「柚子 ヨウズ」と呼ぶ（ユズは「香橙」と呼ぶ）。
なお、英語のポメロ（pomelo）の語源は、インドネシアの村とされ、フランスでは「パンプルムス（pamplemousse）」、イタリアでは「ポンペルモ（pompelmo、グレープフルーツを指す）」と呼ぶ。

## 特徴
ザボンの樹は3メートルほどまでに育ち、その果実は品種により直径15から25センチメートル、重さ500グラムから2キログラムまで様々な大きさに育つ。
果実の果皮は黄色。果皮の内側の白いスポンジ状のアルベドの部分は2センチメートル程度の厚みがあり、これを取り去ると大きさは半分くらいになる（ただし、アルベドの部分は文旦漬けに用いる）。果肉は果汁が少ないが独特の甘みと風味を持つ。果肉は淡黄色だが、後述の通り品種が多く、その色は淡乳白色から紅紫色まである。なお果実の収穫は年末頃に行われることが多いが、採取したては酸味が強すぎるので、数ヶ月間貯蔵して酸味を減らした後に出荷される。
ザボンはマンダリンオレンジやシトロンなどと並ぶミカン属の交雑種ではない真正の種の一つである。
ザボンは自然交雑・人為的交配により色々な品種を生み出しており、グレープフルーツ・ナツミカン・ハッサクなどはザボンの流れを汲んでいる。ザボンそのものも品種が多く、西日本（特に高知・熊本・鹿児島）では色々なザボンが栽培されている。
日本における2010年の収穫量は9,719トンであり、そのうち約90%が高知県において生産されている。
鹿児島県では、果皮の厚さからくる食べにくさから敬遠されて需要が他の柑橘へ移ったこと、また、ニホンジカの食害などから生産量が減少。1980年頃の年間約2000トンから、2020年代には約180トンと減少傾向にある。

## 利用

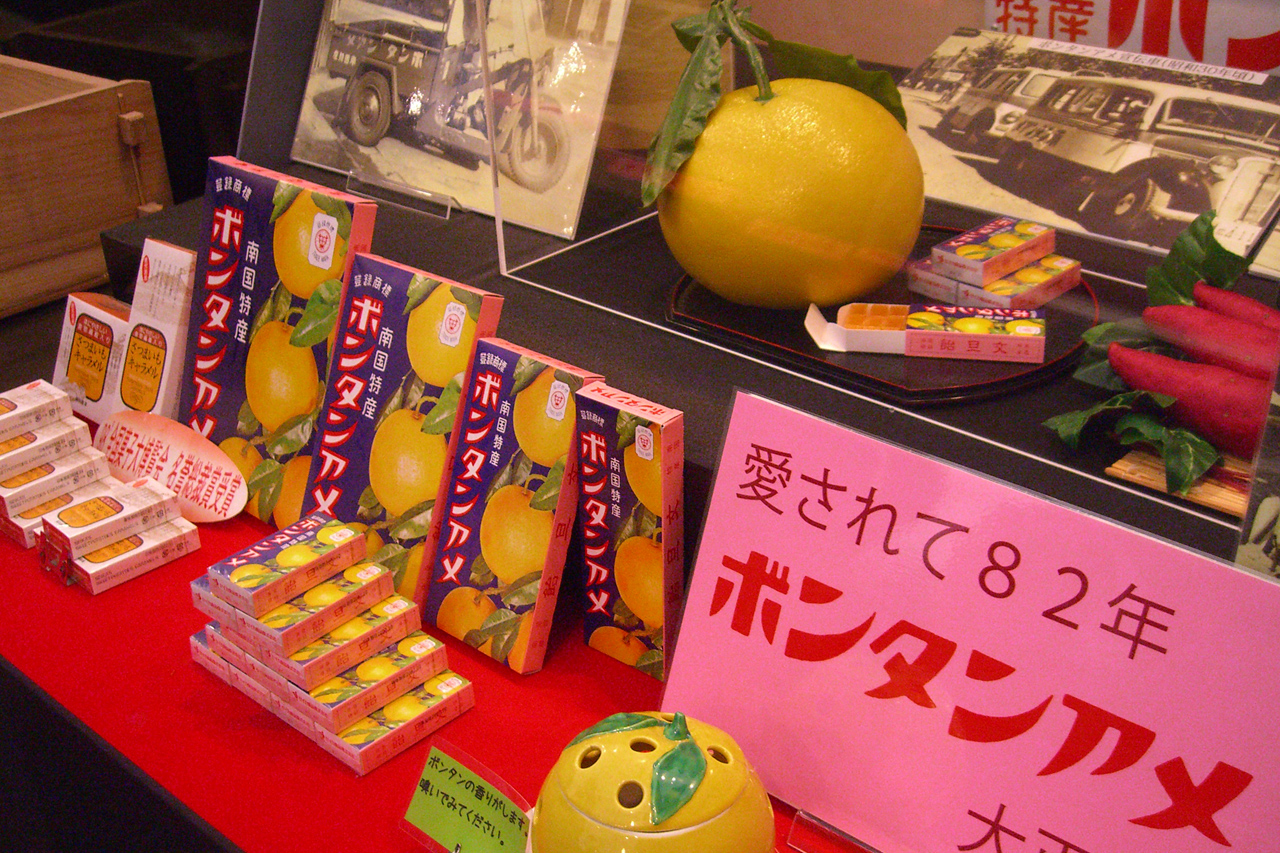
ボンタンアメ

果実は生食で食べられ、ビタミンCが豊富に含まれる。また、ベトナム、カンボジア、タイ王国では果肉を和え物の素材とする。
加工食品の原料としても用いられ、皮や果肉を用いた砂糖漬け（ザボン漬け、文旦漬け）、マーマレード、ボンタンアメなどは有名。近年、香港で流行しているデザート・楊枝甘露は、マンゴーと沙田柚を主原料にして作られる。
果皮にはナリンギンなどのフラボノイドやリモネン、β-ミルセンが多く含まれ、中国において、光七爪、光五爪などと称し、生薬としても利用される。特に、化州柚の果皮は毛橘紅と呼ばれる。いずれも、皮の内側を剥ぎ、乾燥させた上で、咳止めなどの喉の薬、食欲不振の改善などに用いられる。
外皮にはシトラール、リモネン、リナロールなど柑橘類に共通の揮発成分を含む他、特異的な香気成分としてノートカトンを含む。ノートカトンは、グレープフルーツやナツミカン等のザボンからの交雑種にのみ含まれる成分である。皮には他にサンショウと同じく、舌にしびれを感じさせる（局所麻酔性）辛味成分サンショオールも含んでいる。

## 主なザボンの種類
- 阿久根文旦（本田文旦）

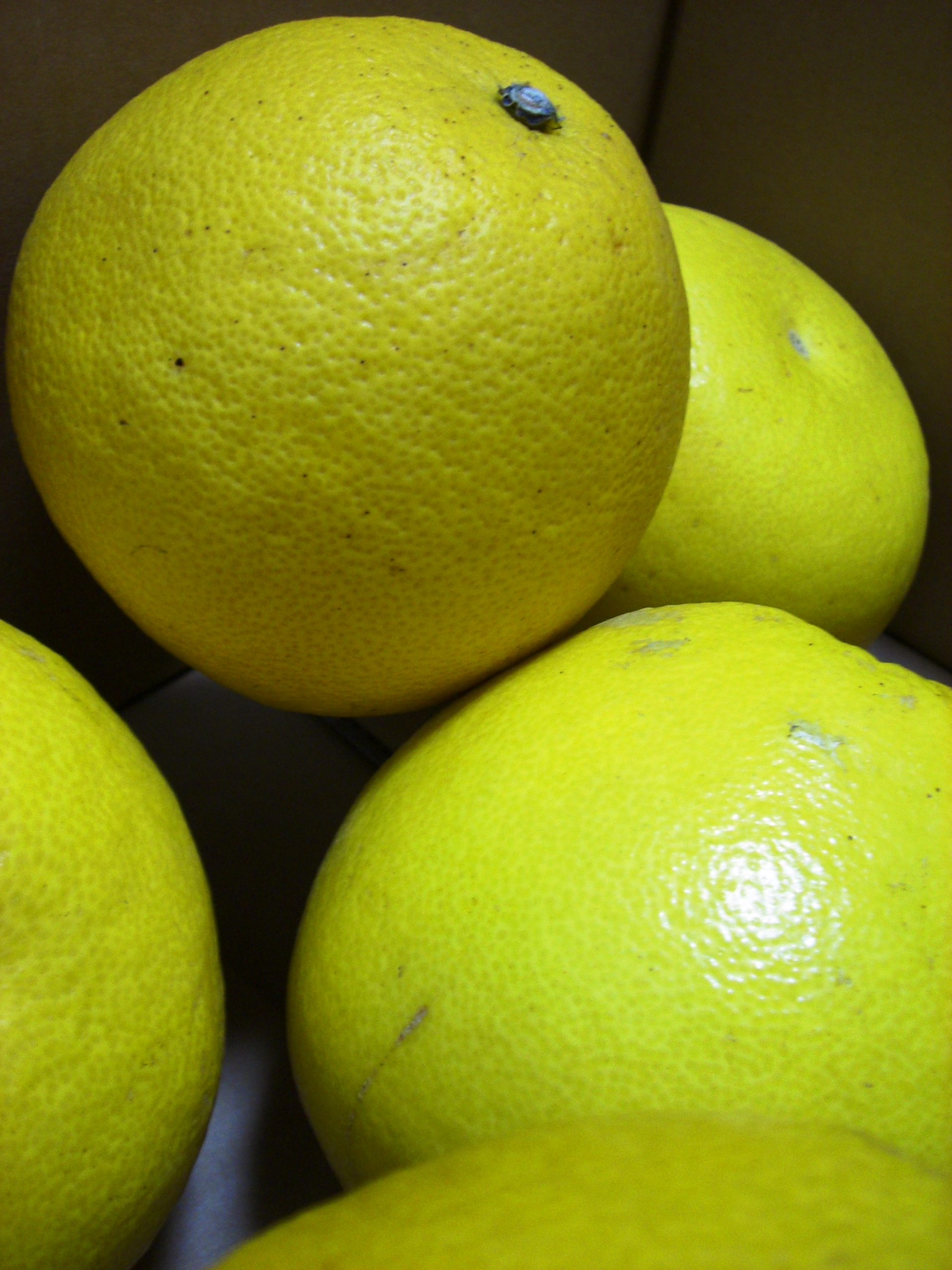
土佐文旦

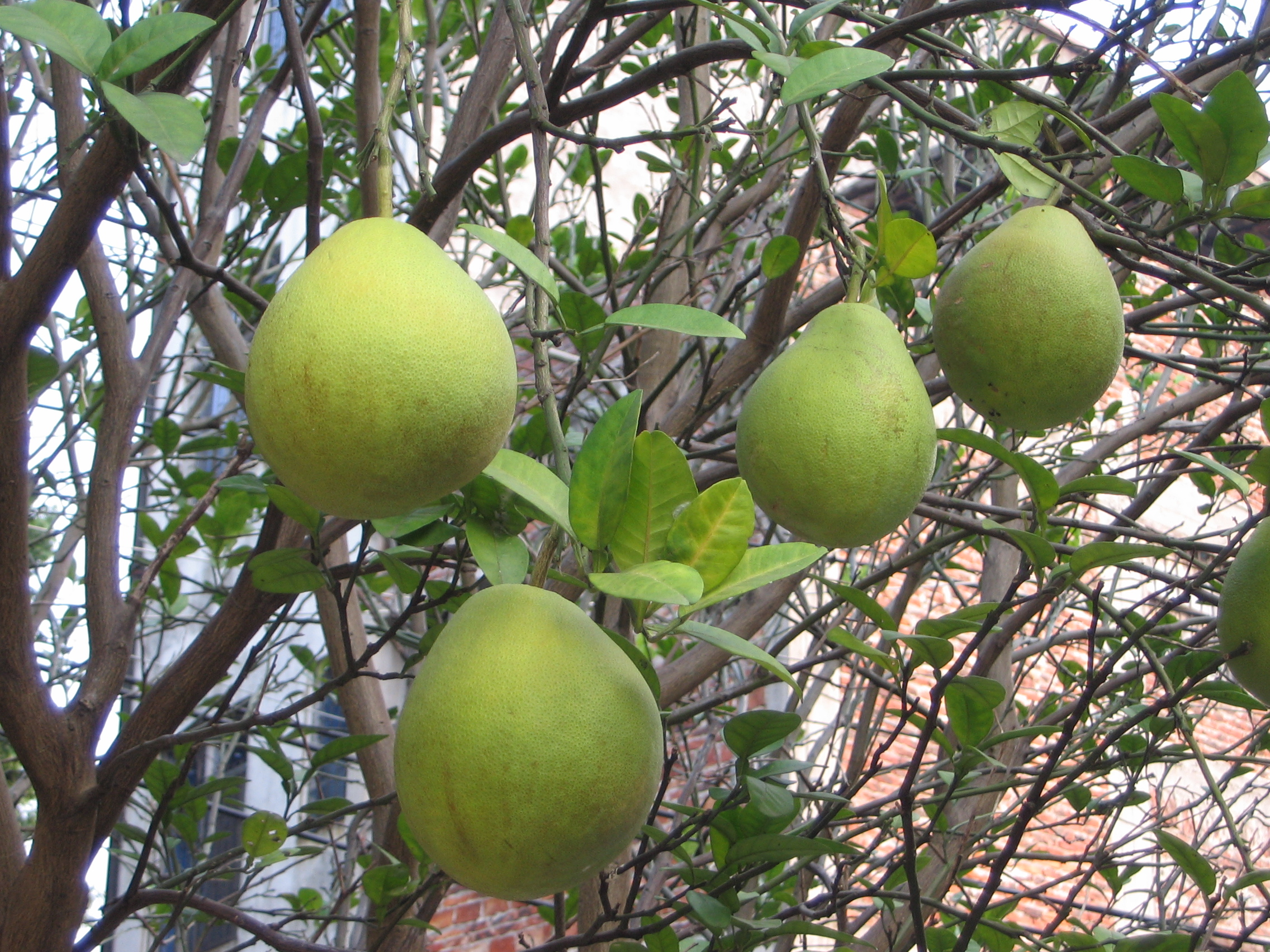
沙田柚

- 安政柑 - 日本原産で晩白柚に次いで大きい柑橘類
- 麻豆文旦 - 台湾台南市麻豆区産
- 河内晩柑 - 「美生柑」ほか別名多数
- 土佐文旦（法元文旦）
- 大橘
- 平戸文旦
- 江上文旦
- 晩王柑
- 晩白柚（ばんぺいゆ） - 柑橘類で最大の果実
- 獅子柚子（ししゆず） - 大柚子や鬼柚子（おにゆず）などともよばれ、大型の柚子と間違えられがちだが、実は文旦類である。大きくて果皮がごつごつと分厚く、果肉は少ない。食用よりも飾りに使うことが多い[12]。
- 大橘（パール柑） - 文旦の一種で表面が滑らかなのが特徴。熊本県では「パール柑」[13]、鹿児島県では「サワーポメロ」という名称が使われている[14][15]。
- チャンドラポメロ - ポメロは文旦の意
- 沙田柚（中国語版） - 中国広西容県産で、華南で一般的
- 化州柚 - 中国で皮を生薬の毛橘紅として利用
- 水晶文旦 - 土佐文旦と晩王紺の交雑種。果実は400 - 500グラムほどで、果肉は黄色く、甘く果汁も多い[16]。
- 紅まどか - 1993年に登録された新品種で香が爽やかで 果肉が柔らかく、苦みが少なく耐寒性があるのが特徴。
- 高岡文旦 - 果重が500グラム程度で、果汁が豊富。甘味と酸味のバランスがよく、まろやかな味が特長。町民の公募により名前が決められ、「太陽と緑の宮崎原産“高岡文旦”素朴で日向おとめの味」のキャッチコピーが作られた[17][18]。
- サラダポメロ - 香川県三豊市、観音寺市で栽培されている[19]。